# Nazareth Illit
Nazareth Illit (tiếng Do Thái: נָצְרַת עִלִּית) (Thượng Nazareth) là một thành phố ở huyện Bắc của Israel. Vào cuối năm 2007 nó có dân số 40.800 người.
Nazareth Illit được thành lập vào thập niên 1950. Khởi công nền vào năm 1954 và cư dân đầu tiên di chuyển trong hai năm sau đó. Nó đã được quy hoạch là một thị trấn của người Do Thái cùng với các thành phố chủ yếu là người Ả Rập Nazareth.